# Ашкинази, Михаил Осипович
Михаи́л О́сипович Ашкина́зи (4 апреля 1851, Одесса — март 1914, Ницца, Франция) — русский и французский писатель, переводчик, критик, журналист, популяризатор русской литературы и классической музыки в странах Западной Европы.

## Биография
Родился 4 апреля 1851 года в Одессе. По окончании одной из одесских гимназий, поступил в Медико-хирургическую академию, откуда перешёл в Киевский университет, был студентом Новороссийского университета, однако высшего образования так и не получил. В молодости вёл революционную пропаганду среди одесских рабочих. В течение двух лет заведовал одесским ремесленным училищем «Труд», создал в Крыму ферму, на которой обучал евреев земледелию.
В 1877 году выехал за границу, с 1887 года жил в Париже, где посвятил себя ознакомлению западно-европейской публики с русской литературой. Во французских изданиях печатался под псевдонимом Мишель Делинь (Michel Delines) и под собственным именем. Переводил на французский язык Л. Толстого, Достоевского, Салтыкова-Щедрина, Гончарова, Гаршина, Лажечникова и др., писал критические статьи о русских писателях. Часть этих статей вошла в изданные им в Париже в 1887—88 гг. книги «La terre dans le roman russe»; «La France, jugée par la Russie»; «L’Allemagne, jugèe par la Russie»; «Nos amis les Russes» и «Tourguéneff inconnu». Автор и нескольких художественных произведений, в том числе романа из жизни русской революционной молодежи «Les victimes du tzar» (1881). В 1880-е годы печатался и в российских изданиях («Дело», «Новороссийский Телеграф», «Неделя»), автор ряда статей о еврейской жизни.
Также пропагандировал во Франции творчество русских композиторов (в частности, получив клавир оперы Танеева «Орестея», познакомил с ней французских композиторов), был одним из парижских друзей Чайковского (познакомился с ним в 1888 году) и приложил много усилий для появления опер этого композитора на французской сцене, перевёл на французский язык либретто многих русских опер, в том числе опер Чайковского («Евгений Онегин», «Пиковая дама»), Римского-Корсакова («Садко»). По мнению А. В. Луначарского, перевод либретто оперы Мусоргского «Борис Годунов» «можно признать виртуозным». Во время пребывания Римского-Корсакова в Париже в 1889 году познакомился с ним, по словам самого композитора, «был милый человек, ухаживая за нами, во многом помогал».
В конце жизни переехал из Парижа в Рим, умер в Ницце в марте 1914 года.